# Chris Henderson
Christopher Henderson (Edmonds, Washington, 1970. december 11. –) amerikai válogatott labdarúgó.

## Pályafutása

### Klubcsapatban
Edmondsban született Washingtonban. 1989-ben egy évig játszott a Western Soccer League-ben szereplő Seattle Storm csapatában. Ezt követően az egyetemi tanulmányaira koncentrált és a Kaliforniai Egyetem labdarúgócsapatában (UCLA Bruins) szerelt.
Miután befejezte a tanulmányait, az 1994–95-ös szezonban Németországba szerződött az FSV Frankfurt együtteséhez. 1995 és 1996 között a norvég Stabæk Fotball játékosa volt. 1996 és 1998 között 87 mérkőzésen pályára lépett az újonnan induló MSL-ben a Colorado Rapids színeiben. 1999 és 2000 között a Kansas City Wizards játékosa volt, majd 2001-ben a Miami Fusion szerződtette, ahol 25 mérkőzésen 3 gólt szerzett, de hamarosan távozott, mert a klub megszűnt. 2002 és 2005 között a Colorado Rapids játékosa volt ismét. 2005-ben a Columbus Crew csapatában játszott. 2006-ban a New York Red Bulls színeiben fejezte be a pályafutását.  

### A válogatottban
1990 és 2001 között 79 alkalommal szerepelt az Egyesült Államok válogatottjában és 3 gólt szerzett. 1990. április 8-án egy Izalnd elleni 4–1-es győzelemmel zárult barátságos mérkőzésen mutatkozott be a nemzeti csapatban. Tagja volt az 1990-es világbajnokságon szereplő válogatott keretének, de egyetlen mérkőzésen sem lépett pályára. Ekkor még egyetemre járt. Az 1991-es CONCACAF-aranykupán aranyérmet szerzett a válogatottal és részt vett az 1992. évi nyári olimpiai játékokon, az 1992-es konföderációs kupán, az 1993-as Copa Américán, az 1993-as és az 1998-as CONCACAF-aranykupán.

## Sikerei
Kansas City Wizards
- MSL-győztes (1): 2000

Egyesült Államok
- CONCACAF-aranykupa győztes (1): 1991

## Külső hivatkozások
- Chris Henderson adatlapja a National-Football-Teams.com oldalon (angolul)

- Chris Henderson adatlapja a worldfootball.net oldalon (angolul)
- Chris Henderson (angol, francia, spanyol nyelven). FootballDatabase.eu
- Chris Henderson (angol nyelven). olympedia.org